# Ruben Östlund
Claes Olle Ruben Östlund (Styrsö, Västra Götaland, 13 de abril de 1974) es un director de cine sueco. Ha dirigido seis largometrajes de ficción: The Guitar Mongoloid (2004), Involuntary (2008), Play (2011), Force Majeure (2014), The Square (2017) y El triángulo de la tristeza (2022).

## Carrera
Ruben Östlund comenzó como director de cortos y películas en la década de 1990, de manera autodidacta, y terminó estudiando en la Escuela de Cine de Gotemburgo, donde se graduó en 2001. Precisamente, fue aceptado en la escuela gracias a sus cortos. Junto con el productor cinematográfico Erik Hemmendorff, es cofundador de la productora Plattform Produktion, que gestiona todas sus películas.
Su película The Guitar Mongoloid ganó el premio de la Federación Internacional de la Prensa Cinematográfica en la 27a edición del Festival Internacional de Cine de Moscú. El cortometraje de Östlund Incident by a Bank ganó el Oso de Oro al Mejor Cortometraje en la 60a edición del Festival Internacional de Cine de Berlín de 2010 y el Gran Premio del Festival de Cine de Tampere en 2011.
Su película de 2014 Fuerza mayor fue seleccionada para competir en la sección Un certain regard en la edición de 2014 del Festival de Cannes de 2014, donde ganó el premio del Jurado.
En 2017 gana la Palma de Oro en el Festival de Cannes por su película The Square, hecho que repitió en 2022 ganando nuevamente dicho galardón por su largometraje Triangle of Sadness.

## Filmografía
| Año  | Título en inglés                   | Título original               | Tipo                    |  |
| ---- | ---------------------------------- | ----------------------------- | ----------------------- |  |
| 1997 | Free Radicales                     | Free Radicales                | Mediometraje            |  |
| 1998 | Free Radicales 2                   | Free Radicales 2              | Mediometraje            |  |
| 2000 | Låt domo andra sköta kärleken      | Låt domo andra sköta kärleken | Cortometraje documental |  |
| 2002 | Family again                       | Familj igen                   | Documental              |  |
| 2004 | La Guitarra Mongoloid              | Gitarrmongot                  | Película de ficción     |  |
| 2005 | Autobiographical Scene Number 6882 | Scen nr: 6882 ur mitt liv     | Corto de ficción        |  |
| 2008 | Involuntario                       | De ofrivilliga                | Película de ficción     |  |
| 2010 | Incidente by a Bank                | Händelse vid Banco            | Corto de ficción        |  |
| 2011 | Play                               | Play                          | Película de ficción     |  |
| 2014 | Fuerza mayor                       | Turist                        | Película de ficción     |  |
| 2017 | The Square                         | The Square                    | Película de ficción     |  |
| 2022 | Triangle of Sadness                | Triangle of Sadness           | Película de ficción     |  |

## Premios y distinciones
Premios Óscar
| Año  | Categoría                          | Película            | Resultado |
| ---- | ---------------------------------- | ------------------- | --------- |
| 2018 | Mejor película de habla no inglesa | The Square          | Nominado  |
| 2022 | Mejor director                     | Triangle of Sadness | Nominado  |
| 2022 | Mejor guion original               | Triangle of Sadness | Nominado  |

Festival Internacional de Cine de Cannes
| Año  | Categoría                              | Película            | Resultado |
| ---- | -------------------------------------- | ------------------- | --------- |
| 2014 | Premio del Jurado de Un Certain Regard | Fuerza mayor        | Ganador   |
| 2017 | Palma de Oro                           | The Square          | Ganador   |
| 2022 | Palma de Oro                           | Triangle of Sadness | Ganador   |